# Eduardo Arrieta León

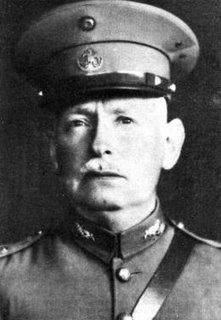
Gral. Eduardo Arrieta León.

General Eduardo Arrieta León (Canelas, Durango, 28 de julio de 1879-Ciudad de México, 28 de noviembre de 1949) fue un militar mexicano que participó en la Revolución mexicana.
Fue hijo de Teófilo Arrieta y de Soledad León. De origen campesino, no tuvo estudios; se dedicó a la arriería y a los trabajos mineros desde su juventud, pero también trabajó de jornalero y campesino en su región. Militó en las filas del antireeleccionismo por su hermano Domingo y en 1910, se pronunció a favor del Plan de San Luis, lanzándose a la lucha el 20 de noviembre junto con sus hermanos José, Mariano y Domingo. Después del cuartelazo de Victoriano Huerta, más conocido como la Decena Trágica, se unió a la lucha constitucionalista, donde llegó a obtener el grado de General Brigadier con antigüedad del 24 de agosto de 1914. Estuvo representado por Tomás Marmolejo en la Convención de Aguascalientes. Se retiró del servicio activo en 1940 para dedicarse a la agricultura. Murió en la Ciudad de México el 28 de noviembre de 1949.